# 瑟赫泰尼鄉

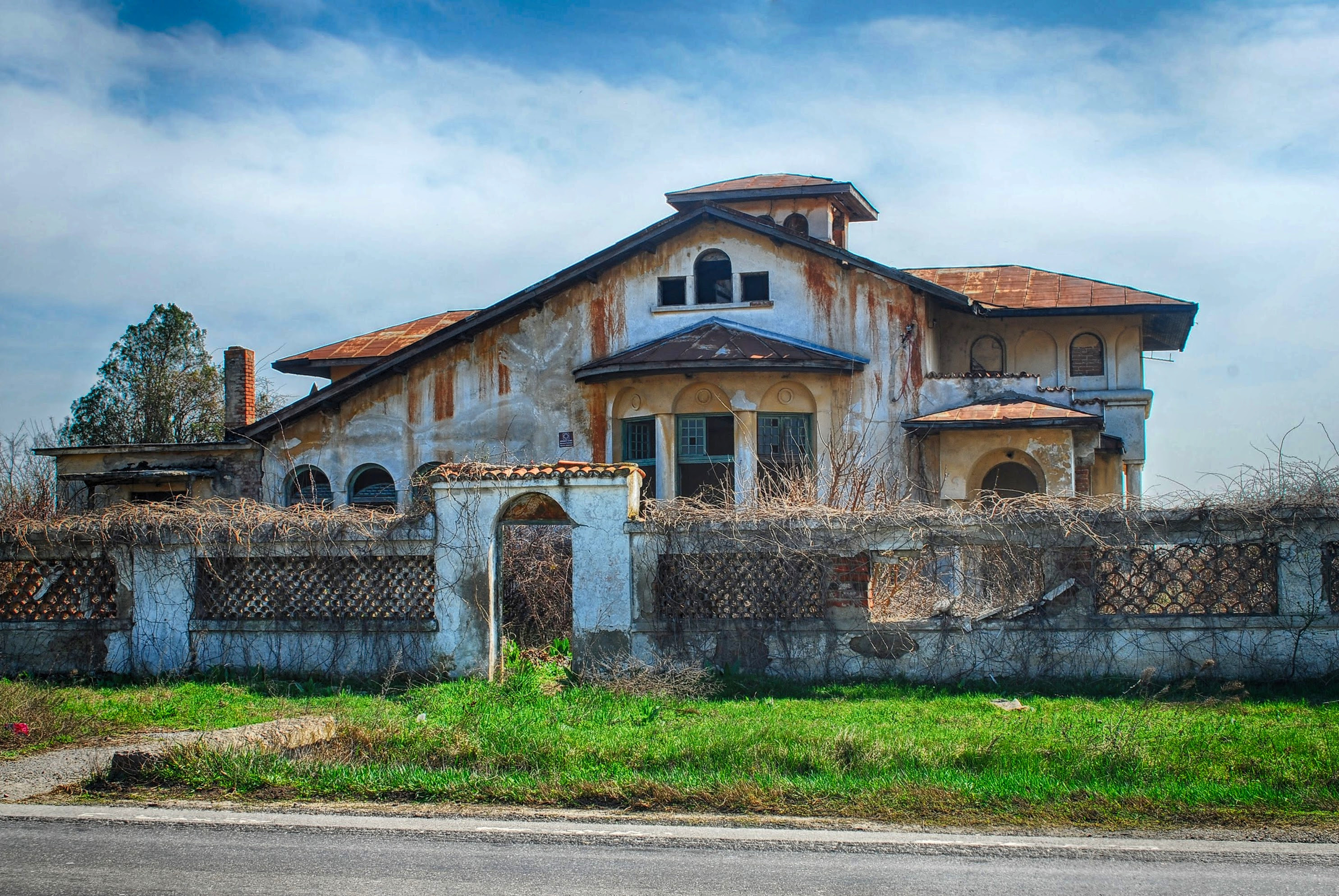

45°2′N 26°31′E / 45.033°N 26.517°E
瑟赫泰尼鄉（羅馬尼亞語：Comuna Săhăteni, Buzău），是羅馬尼亞的鄉份，位於該國東南部，由布澤烏縣負責管轄，處於布加勒斯特以北70公里，每年平均降雨量927毫米，海拔高度97米，2007年人口3,408。